# James Knox Polk
James Knox Polk (Pineville, 2 novembre 1795 – Nashville, 15 giugno 1849) è stato un politico statunitense, 11º presidente degli Stati Uniti d'America, in carica dal 1845 al 1849.

## Biografia
James Knox Polk nacque il 2 novembre 1795 a Pineville, nella contea di Mecklenburg (Carolina del Nord), da una famiglia di coloni irlandesi, Jane Knox e Samuel Polk. Nel 1806, all'età di soli 10 anni, il piccolo Polk si trasferì con i genitori nel Tennessee; qui, per via della salute cagionevole, dovette studiare privatamente, ma riuscì lo stesso a laurearsi in legge nel 1818. Divenuto un abile avvocato, ben presto si diede alla carriera politica, venendo eletto membro della Camera dei delegati del Tennessee (1823-1825) per il Partito Democratico e in seguito, dal 1825, della Camera dei rappresentanti, della quale Polk nel 1835 diventò speaker, ossia presidente, anche grazie alla sua notevole capacità oratoria, tanto che fu definito il "Napoleone dei comizi". Tenne la carica fino al 1839, quando lasciò il suo seggio per concorrere all'elezione per la carica di governatore del Tennessee, vincendo e mantenendo l'incarico per tre anni.

### La presidenza
Alla fine, vedendo in lui il proprio uomo, il Partito Democratico lo nominò candidato ufficiale alla presidenza degli Stati Uniti d'America alla Convention nazionale tenutasi a Baltimora per eleggere il proprio rappresentante alle elezioni presidenziali del 1844, sebbene una parte dei democratici preferisse come candidato il presidente uscente John Tyler.
A novembre dello stesso anno venne eletto presidente degli Stati Uniti, sconfiggendo il rivale del Partito Whig Henry Clay, facendo leva sull'elettorato grazie a una campagna elettorale incentrata su un programma nettamente espansionistico, sia a sud (annessione texana), sia a ovest (rivendicazione dell'intero Oregon Country).

### Politica estera

#### Il Trattato dell'Oregon
Insediatosi il 4 marzo 1845, Polk mantenne il suo programma di politica espansionistica: la nuova amministrazione statunitense era infatti intenzionata sia a ottenere il territorio dell'Oregon dall'Inghilterra, sia ad accogliere la richiesta di annessione del Texas all'Unione, nonché a estendere il proprio controllo sulla provincia messicana della California. Il presidente statunitense si dedicò prima a dirimere le questioni confinarie con gli inglesi, intavolando trattative con Londra che portarono, il 15 giugno 1846, alla firma, a Washington, del Trattato dell'Oregon, che stabiliva come confine tra Oregon statunitense e Canada britannico il 49º parallelo Nord, dalle Montagne Rocciose allo stretto di Juan de Fuca. Il trattato pose fine a una disputa di confine tra i due Paesi che durava da 27 anni, da quando, cioè, gli Stati Uniti avevano acquistato nel 1819 i diritti sul Territorio dell'Oregon dalla Spagna; inoltre, grazie a tale accordo, gli statunitensi ebbero uno sbocco sull'Oceano Pacifico.

#### La guerra contro il Messico
Per quanto riguardava il problema dell'annessione del Texas, la questione era più complessa, in quanto esso, pur essendosi proclamato indipendente, era considerato una provincia del Messico dal governo messicano. La regione aveva chiesto, nove anni prima, di poter entrare a far parte dell'Unione, ma il progetto era stato rifiutato proprio per non irritare il vicino meridionale. Tuttavia già il predecessore di Polk, Tyler, aveva dato il suo assenso alla richiesta di annessione texana proprio il giorno prima della scadenza del suo mandato presidenziale. Molti, tra cui lo stesso presidente uscente, interpretarono la vittoria di Polk come un sì all'ingresso del Texas nell'Unione: infatti il 29 dicembre 1845 la richiesta del Texas di entrare a far parte degli Stati Uniti fu accolta e la guerra con il Messico fu inevitabile.
La tattica statunitense per neutralizzare il nemico fu molto astuta, ma moralmente spregiudicata: rivendicando (a torto) l'annessione dei territori del Texas fino al Rio Grande, Polk schierò l'esercito statunitense alla frontiera, al fine di provocare incidenti. Infatti, nell'imminenza del conflitto, a Città del Messico si verificò un colpo di Stato che portò al rovesciamento del presidente Herrera e alla presa del potere da parte del bellicoso generale Paredes, favorevole a un'offensiva contro gli Stati Uniti. Nell'aprile del 1846, poco prima della dichiarazione di guerra, un esercito messicano agli ordini di Mariano Arista attraversò il Rio Grande e penetrò in Texas, mentre il 25 aprile la cavalleria messicana annientò un drappello di Dragoni statunitensi. Questo episodio servì a Polk come casus belli, nonostante fosse stato messo in dubbio l'effettivo sconfinamento dell'esercito messicano, in particolare dall'allora rappresentante dell'Illinois Abraham Lincoln. Il 13 maggio 1846 Polk dichiarò guerra al Messico per aver aggredito gli Stati Uniti. Già pochi giorni prima, l'8 maggio, l'esercito statunitense, al comando del generale Zachary Taylor, aveva battuto con la sua artiglieria a Palo Alto le forze messicane di Arista.
La guerra che ne seguì fu dura, ma vide alla fine gli Stati Uniti uscirne vincitori. Dopo la successiva battaglia di Resaca de la Palma, i messicani vennero nuovamente sconfitti e costretti a ritirarsi oltre il Rio Grande. Questa disfatta segnò il destino di Paredes, che fu spodestato dal generale Santa Anna, già precedentemente dittatore del Messico. Frattanto Taylor inseguì la ritirata di Arista, penetrando profondamente in territorio messicano, assediando in settembre la città di Monterrey, caduta dopo un accanito combattimento per le strade. Lo stesso dittatore messicano, radunato un esercito di 20 000 uomini, marciò contro le forze di Taylor, scontrandosi con gli statunitensi a Buena Vista il 23 febbraio 1847, ma la vittoria arrise agli statunitensi. La vittoriosa battaglia in pratica decise le sorti della guerra: minacciato a sud dallo sbarco dell'armata di Winfield Scott a Veracruz, il dittatore messicano si ritirò con il suo esercito per fronteggiare la nuova offensiva, mentre Taylor si fermò, obbedendo alle direttive provenienti da Washington, dove il presidente Polk era deciso a frenare la crescente popolarità del generale. Pochi mesi dopo Scott entrò a Città del Messico, ponendo fine al conflitto: Santa Anna si dimise e andò in esilio, mentre il nuovo governo messicano si vide costretto a firmare il 2 febbraio 1848 il Trattato di Guadalupe Hidalgo, con cui dovette cedere un territorio vastissimo, comprendente, oltre il Texas, anche la California, il Nuovo Messico, il Nevada, lo Utah e parte del Colorado, in cambio di un indennizzo di 15 800 000 dollari.
La conquista del Texas accentuò la spinta dei coloni USA verso l'Ovest. Polk, però, non rispettò la promessa di annettere tutto l'Oregon; questo fatto contribuì a spaccare l'alleanza tra gli interessi del Sud e dell'Ovest.
Con la scoperta dell'oro nella valle del fiume Sacramento, iniziò la grande corsa all'oro in California. Il governo annesse all'Unione anche il Nuovo Messico e la California, dando un decisivo sviluppo alla corsa all'Ovest fino ad arrivare al Pacifico, ma questo fatto ebbe anche conseguenze molto negative: infatti, la forte disputa (riguardante ancora una volta lo schiavismo) che accompagnò l'annessione mise in moto anche l'irreversibile processo che in seguito porterà alla guerra civile americana.

#### Politica interna
L'amministrazione Polk inoltre fu quella che annesse all'Unione più Stati: la Florida (4 marzo 1845), il Texas (29 dicembre 1845), l'Iowa (28 dicembre 1846) e il Wisconsin (29 maggio 1848). In campo economico, il presidente approvò una riduzione delle tariffe doganali e rese indipendente dalla banche private il Tesoro federale.

### Ultimi anni
Polk, tenendo fede ad una promessa fatta in campagna elettorale, non si ricandidò per un secondo mandato. Frattanto i Whig si erano riorganizzati e avevano scelto come proprio candidato il generale Zachary Taylor, divenuto un eroe nazionale per la guerra contro il Messico; la popolarità di quest'ultimo risultò vincente e nel novembre del 1848 Taylor venne eletto presidente, insediandosi il 4 marzo 1849.
James Polk morì poco dopo aver lasciato la carica, il 15 giugno dello stesso anno, probabilmente di colera, venendo sepolto presso il cimitero di Nashville, in Tennessee. È stato il Presidente morto (ad eccezione di quelli assassinati) alla più giovane età (53 anni) ed anche quello morto a più breve distanza (103 giorni) dall’aver lasciato la carica (esclusi, ovviamente, quelli morti in carica).

### Vita privata
Il 1º gennaio 1824 James Knox Polk si sposò con Sarah Childress, figlia di Joel Childress, importante mercante del Tennessee: la coppia non ebbe figli, ma adottò un nipote, Marshall Tate Polk, che crebbe come se fosse figlio loro. Inoltre Sarah, dopo la morte del marito, adottò una seconda nipote, Sarah Polk Jetton, rimasta orfana.
Fu membro della Massoneria.